# 范云龙
范云龙（1989年3月15日—），是一名中国足球运动员，司职边前卫。

## 俱乐部生涯
范云龙出身于家乡球队贵州智诚青训体系，2008年开始参加乙级联赛。2010赛季，范云龙的表现非常出色，但贵州智诚最终只获得季军，无缘中甲。球队冲甲失败后，范云龙被徐根宝看中，转会加盟中甲球队上海东亚。但在2011年1月28日，贵州智诚以大约500万人民币的价格收购上海中邦的中甲参赛资格而得以征战2011年中国足球甲级联赛。之后贵州智诚俱乐部开始回收之前被卖出的球员，经过近1个月的谈判后，范云龙在2月底转会回归贵州智诚。范云龙在2011赛季出场24次，射进4球，但贵州智诚最终只在联赛排名垫底，并在降级附加赛中点球5比6不敌中乙联赛季军福建骏豪而宣告降级。范云龙选择留队参加2012赛季中乙联赛。他在2012赛季出场29次，并有15球进账，帮助球队最终获得联赛冠军，重返甲级联赛。范云龙本人也成为中乙联赛南区的最佳射手，在总射手榜上和徐亿海并列第二，仅次于射进18球的张洪斌。
2013年1月16日，范云龙加盟家乡的另一个球队，也就是家乡的中超球队贵州人和。
2016赛季，以租借方式重新加盟贵州智诚，并随球队冲超成功。
2017年1月，正式转会贵州恒丰智诚。
2019年1月，加盟广州富力。